# よろこびのうた (漫画)
『よろこびのうた』は、ウチヤマユージによる日本の漫画。『イブニング』（講談社）の2016年6号（2016年2月23日発売）から15号（同年7月12日発売）まで連載された。全10話。老夫妻が火葬場で心中したという現実の事件である福井火葬場心中事件をモチーフとした作品。限界集落で心中した老夫妻、その事件を追う青年記者、現地の住民たちの物語であり、限界集落における人手不足、耕作放棄、児童虐待、認知症、老老介護といった平成期の日本が抱える社会問題が盛り込まれている。

## 物語
2006年3月。北陸地方のF県勝野市で、老夫妻が火葬場で焼死する事件が起きた。遺書が遺されており、妻が認知症を患っていたことから、警察では老老介護を苦にした心中と見られ、マスコミでは社会問題を浮き彫りにするショッキングな事件と報じられた。
半年後、雑誌記者の伊能は現地取材のため、勝野市を訪れた。限界集落である住民たちの口は重いが、伊能の調査、住民たちの告白により、詳細が明らかになった。
事件前年の2005年6月。心中した青木夫妻は、老老介護の生活ながらも、穏やかに暮していた。あるとき妻の和子は、近隣住民の赤星が、息子の幸太郎を虐待する場面を目撃した。幸太郎から救いを求められた和子は、とっさに赤星を殺害してしまった。青木や彼と親しい近隣住民たちがそれを知ったが、青木の懇願や、赤星が悪名高いこと、認知症の和子は警察の取り調べには耐えきれないであろうことから、赤星の遺体を処分し、事件を隠蔽した。和子は事件の記憶を失い、父を憎悪していた幸太郎は寺に引き取られ、穏やかな日々が戻った。
1か月後、和子の認知症が徐々に治癒し、それと共に殺人の記憶も甦り、次第に罪悪感が和子を苦しめ始めた。それを知った青木は、老齢の自分の命が長くないであろうことから、心中を持ちかけ、和子も同意した。そして半年以上におよぶ入念な準備の末、夫妻の結婚記念日に心中した。共に事件を隠蔽した住民たちも、夫妻から届いた手紙で、初めて心中の決意を知ったのだった。真相を知った伊能は、夫妻の最期を、ある意味で幸せな最期だったかもしれないと、想いを馳せた。
青木夫妻の最期の日である結婚記念日、夫妻はカーステレオで交響曲第9番『喜びの歌』を流しつつ、火葬場で手を取り合い、生地の土に還ることを喜びつつ、笑顔で炎に包まれた。最期は火葬場で、2組の骸骨が手を取り合う姿で、物語が終わる。

## 登場人物
伊能 順一（いのう じゅんいち）
主人公。毎朝新聞社の週刊誌『スキエ』の編集記者。
青木 真（あおき まこと）
F県勝野市の米農家。農業、妻の介護、家事に追われつつも、穏やかな暮らしを送る。
青木 和子（あおき かずこ）
青木の妻。認知症であり、新しいことを記憶できないが、夫と仲睦まじく暮らす。
遠山 金蔵（とおやま きんぞう）
青木の義兄（亡き妻が青木の妹）。板金業者で、裏では違法な車の修理なども手掛ける。
井上 太一（いのうえ たいち）、先山 好男（さきやま よしお）
青木家の隣人の井上と、雑貨店店主の先山。青木夫妻と親しい。
赤星 周一郎（あかほし しゅういちろう）
勝野市の住民。先祖代々の田を金に換え、酒と博打三昧の日々を送り、皆から嫌われている。
赤星 幸太郎（あかほし こうたろう）
赤星の息子。父から虐待され、ろくに食事もとれない暮しを送っている。

## 作風とテーマ
絵柄とコマの構成は、淡々としたシンプルなものである。そのため、社会問題に通じる様々な要素が盛り込まれた作品にも関わらず重すぎずに感じた、との声がある。淡白でポップな絵柄と、余計な言葉を極力排した最小限でテンポの良い語り口が、作品のテーマに対して絶妙なギャップとなることで、否応なしに引きこまれるとの反応もある。
作品のテーマ自体は、殺人や自殺といった重いものだが、老夫妻が心中するという結末に対しては「これで良かったのかもしれない」「こうするしかなかったのかもしれない」と思わせ、綺麗に落ち着いたように思えるとの声もある。

## 制作背景
前述の通り、福井火葬場心中事件をもとにした作品とされる。作者のウチヤマ自身は単行本の後書きで、モチーフを「実際に起こったある事件」と述べるのみで詳細を割愛しているが、福井新聞などでは福井火葬場心中事件と指摘されており、漫画の作中で登場する心中間際のメモ書きには、福井の事件での実際のメモ書きと同様の内容が引用されている。
ウチヤマ曰く、事件の報道を目にして以来、ウチヤマの心を何かが捉えて離さず、それを抱え込んだ結果、作品化したという。漫画のモチーフとなったのは事件の結果のみで、その事件に至るまでの過程はすべてウチヤマの創作である。
製作にあたっては、葬送に関わる全事象の研究を目的とした団体である日本葬送文化学会が、ウチヤマの取材調査に協力している。

## 社会的評価
講談社イブニング編集部によると、2017年1月時点で、電子書籍版のウェブ広告をきっかけに主にネット上で話題になり、「人生を終えるということの深さをまざまざと感じさせられる」「涙が出た」などの感想が寄せられているという。
作品の随所には様々な伏線が巧みに散りばめられており、クライマックスに向けての展開でそれらが一気に回収されており、それが事件の真相へと繋がってゆく手法を鮮やかとする称賛も寄せられている。
殺人という罪を擁護しないまでも、現実のニュースにも本作のような背景がないとも限らないとして、登場人物らに共感する声や、現実世界でも社会通念や道徳などで解決できない感情があること、綺麗事だけの人間は多くないことを再確認し、生きるためにはそれらと上手に妥協し合わなければならないことが、本作を通じて強く感じられるとの見方もある。老夫妻に対する、主人公の「幸せな最期だったかもしれない」との思いに、共感も寄せられている。
同様のテーマの他作品では、暗く閉塞感の大きい結末を迎えるものが多い中、本作の結末をリリカルで温かなものとして称賛する声、物語自体にこれといった目新しさはないが、アイデアと構成で特異な世界を生み出しつつ、エンタテイメントとしてしっかりと楽しませる作者の力量を非凡と評価する声もある。

## 書誌情報
- ウチヤマユージ 『よろこびのうた』 講談社〈イブニングKC〉、全1巻
  1. 2016年7月1日発行（2016年7月22日発売[1]）、ISBN 978-4-06-354634-7